# 노비사드역

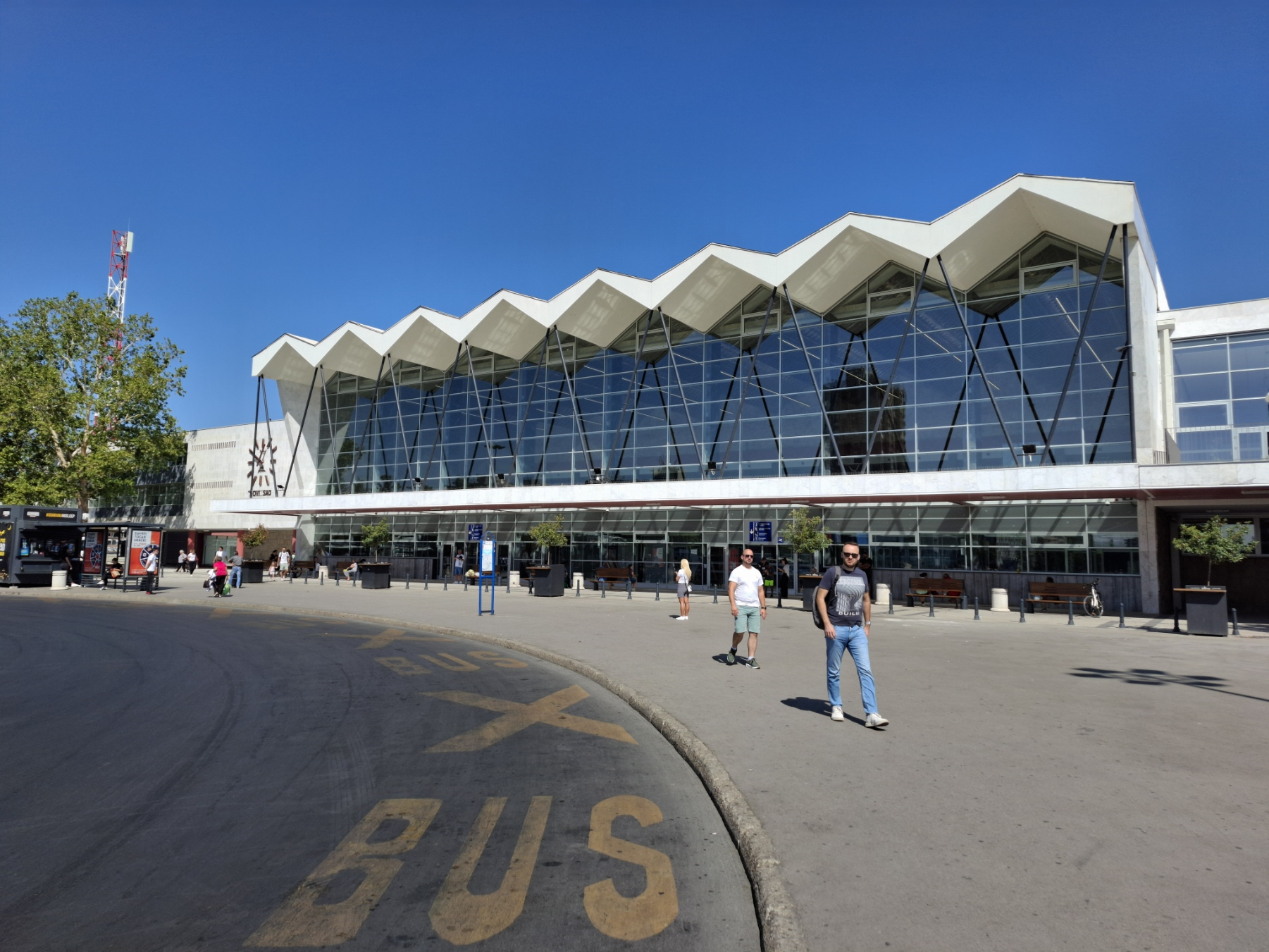
노비사드역

노비사드역(세르비아어: Железничка станица Нови Сад)은 세르비아 노비사드에 있는 기차역이다. Jaše Tomića Boulevard에 위치한 현재 역은 1883년에 현재 리만 청과물 시장이 있는 곳이었던 오래된 기차역을 폐쇄한 후 1964년에 개업했다. 이 역은 하루에 여러 차례 베오그라드까지 고속 열차를 운행하며 부다페스트-베오그라드 철도 프로젝트의 일부다.

## 역사

### 2024년 11월 지붕 붕괴
2024년 11월 1일 정오경, 재건축된 건물 입구 위의 콘크리트 지붕이 무너졌다. 14명이 사망하고 3명이 부상당했다. 2명이 잔해에 갇혔고 낮에 구조되었다. 지붕이 무너진 후, 잔해를 처리하고 역내를 다시 안전하게 사용될 수 있을 때까지 역은 임시 폐쇄되었다. 노비사드의 모든 대중 철도 교통은 페트로바라딘역으로 이전되었다.